# Maximilianshof (Guteneck)
Maximilianshof ist ein Ortsteil der Gemeinde Guteneck im Landkreis Schwandorf in Bayern.

## Geographie
Die Weiler liegt in der Gemarkung Pischdorf etwa 6 km nordöstlich des Kernortes Guteneck. Nördlich verläuft die Staatsstraße St 2156 nach Teunz.
Im Ort befindet sich eine denkmalgeschützte Feldkapelle aus dem Jahr 1826.